# 譚真一
譚真一（英語：Obe Tam Chun Yat，2003年8月10日—），香港童星，他曾於香港無綫電視劇集及電影演出。

## 生平
譚真一幼年曾報讀薛家燕創辦的家燕媽媽藝術中心的戲劇課程，獲薛家燕賞識推薦演出電視劇。
在電影《殺人犯》中演出表面是小童，其實是成熟奸狡的不老症患者，成為經典角色。

## 演出作品
其他演出資料請查閱官方網站。

### 電視劇（無綫電視）
| 首播                         | 劇名           | 角色            |
| ---------------------------- | -------------- | --------------- |
| 2008年5月26日-6月21日        | 師奶股神       | 毛永樂（樂樂）  |
| 6月1日-7月5日                | ID精英         | 方家希（希希）  |
| 7月13日-8月9日               | 王老虎搶親     | 小朋友          |
| 9月21日-10月16日             | 蔡鍔與小鳳仙   | 蔡邦            |
| 10月19日-12月13日            | 富貴門         | 卓子維          |
| 2010年5月3日-6月5日          | 掌上明珠       | 朱伯添          |
| 5月24日-6月25日              | 談情說案       | 男孩            |
| 6月26日-7月23日              | 情越雙白線     | 區子謙（謙謙）  |
| 6月14日-11月28日             | 天天天晴       | 佘灝曦（童年）  |
| 2010年11月29日-2011年3月18日 | 依家有喜       | 魔童            |
| 2010年12月8日-2011年1月26日  | 火速救兵       | 陶家威          |
| 2011年1月24日-2月18日        | 隔離七日情     | 方俊朗          |
| 10月10日-11月20日            | 法證先鋒III    | 畫畫男孩        |
| 7月2日-7月27日               | 護花危情       | 孤兒            |
| 7月9日-8月10日               | 回到三國       | 快餐店顧客      |
| 12月18日-1月19日             | 法網狙擊       | 廖啟熙          |
| 2014年2月17日-3月28日        | 守業者         | 潘家勤          |
| 2015年2月9日-2月28日         | 倩女喜相逢     | 寧采民（童年）  |
| 2015年7月16日                | 愛·回家        | 倫立信（童年）  |
| 2016年7月4日-7月29日         | 完美叛侶       | 馬家希          |
| 2017年2月6日－3月3日         | 親親我好媽     | 高葦庭（Oscar） |
| 2017年9月25日－11月3日       | 老表，畢業喇！ | 陳永晞          |

### 電影
| 首播   | 電影名稱   | 角色           |
| ------ | ---------- | -------------- |
| 2009年 | 殺人犯     | 凌福榮／乞兒仔 |
| 2010年 | 72家租客   | 阿桐木之兒子   |
| 2011年 | 鬆毛犬小威 | 狗主（配音）   |

## 外部連結
- 譚真一的Facebook專頁
- 譚真一 - 一哥的Facebook專頁
- 譚真一的新浪微博